# Rune Bergström (konstnär, född 1931)
Oskar Rune Bergström, född 14 januari 1931 i By socken, Horndal, Dalarna, död 9 april 2011 i Göteborgs Masthuggs församling, var en svensk målare.
Bergström studerade konst vid Slöjdföreningens skola och Valands målarskola i Göteborg. Hans konst består av expressionistiska storstadsmiljöer och människor. Han var under en period bildlärare vid Slöjdföreningens skola i Göteborg. 
Bergström är representerad vid Moderna museet,
Nationalmuseum,
Göteborgs konstmuseum  och Malmö museum. Han är begravd på Västra kyrkogården i Göteborg.